# Хамнейское сельское поселение
Се́льское поселе́ние «Хамнейское» (бур. Хамнинай hомон) — муниципальное образование в Закаменском районе Бурятии Российской Федерации.
Административный центр — село Хамней.

## История
Статус и границы сельского поселения установлены Законом Республики Бурятия от 31 декабря 2004 года № 985-III «Об установлении границ, образовании и наделении статусом муниципальных образований в Республике Бурятия»

## Население
| 2002 | 2011 | 2012 | 2013 | 2014 | 2015 | 2016 |
| ---- | ---- | ---- | ---- | ---- | ---- | ---- |
| 863  | ↘797 | ↘780 | ↘778 | ↘759 | ↘743 | ↘704 |
| 2017 | 2018 | 2019 | 2020 | 2021 | 2023 | 2024 |
| ↘699 | ↘679 | ↘660 | ↘648 | ↘620 | ↘613 | ↗620 |

## Состав сельского поселения
| № | Населённый пункт | Тип населённого пункта       | Население |
| - | ---------------- | ---------------------------- | --------- |
| 1 | Усановка         | посёлок                      | ↘53       |
| 2 | Хамней           | село, административный центр | ↘744      |